# Maculiparia emarginata
Maculiparia emarginata är en insektsart som först beskrevs av Carl Stål 1878.  Maculiparia emarginata ingår i släktet Maculiparia och familjen Romaleidae. Inga underarter finns listade i Catalogue of Life.